# آچینت کائور
آچینت کائور (به انگلیسی: Achint Kaur) (زاده ۵ سپتامبر ۱۹۷۷) بازیگر هندی است.
از کارهای معروف او می‌توان به بازی در فیلم غرش: ببرهای سونداربانس، آنامیکا، رسوایی، عشق، چه کرده‌ای؟، شرکت، پرونده‌های تاشکند و تسخیر شده اشاره کرد.